# Kanton Aubenas
Kanton Aubenas (fr. Canton d'Aubenas) je francouzský kanton v departementu Ardèche v regionu Rhône-Alpes. Skládá se z devíti obcí.

## Obce kantonu
- Ailhon
- Aubenas
- Fons
- Lachapelle-sous-Aubenas
- Lentillères
- Mercuer
- Saint-Didier-sous-Aubenas
- Saint-Étienne-de-Fontbellon
- Saint-Sernin